# Krupski

escudo de armas «Korczak»

Krupski (en bielorruso: Крупскі, en polaco: Krupski, en ruso: Крупский, en ucraniano: Крупський, en lituano: Krupskis) — apellido de la familia de nobleza de Bielorrusia (apellido de la nobleza perenne de alto linaje – en polaco llamados "szlachta odwieczna").
La etimología del apellido
Hasta el siglo XIV era la práctica común para todos los nobles de Europa: El apellido proviene de la agregación del nombre del lugar al nombre personal de los miembros de la familia noble que poseían por herencia la hacienda Krupe, que era el nido del linaje, lo que los convertía en cabezas del linaje de Krupski. De acuerdo a los documentos en latín y en polaco ellos se apellidaban «de Krupe». En latín Iván de Krupe — "Johannis de Crupe" (hasta el siglo XIV). En el siglo XV bajo la influencia de la cultura eslava en los textos en idioma polaco aparece de manera definitiva la forma contemporánea de apellido «Krupski». En polaco Iván Krupski — "Jan Krupski (Krupskij)". Hasta un texto en latín del año 1534 contiene la forma de — "Crupsky" (El Acta de lotificación a favor de Jerónimo Krupski), en 1550 — "Crupski" (El Acta de graduación en la Universidad de Cracovia de Valerio Krupski). En los textos antiguos en bielorruso y en ruso hasta el siglo XIX aparecen formas con variación en escritura pero de la misma pronunciación «Krupski»: "Крупскій (Крупскі)" o "Крупский". 
En el Imperio Ruso el uso del apellido se hizo común a partir de la abolición de la servidumbre en 1861, cuando también empezaron a apellidarse así las personas de procedencia baja.
En el manuscrito del eminente historiador de Polonia, el obispo católico Yan Dlugosh (1415—1480) en la descripción del escudo del linaje "Korczak" vemos: los ancestros de los Krupski son los Korchak (en latín: Corczakowye), que por su nacionalidad y origen étnico son de tierras rusas (en latín: Genus Ruthenicum).
El primer ancestro conocido del linaje de "Korczak" es de procedencia rusa, diplomático y jefe militar Jerzy Krupski (años de su vida: 1472-1548), dueño de la hacienda Krupe en Chervona (roja) Rusia, en Jolmschina (ahora todas las tierras de la entonces hacienda Krupe se encuentran en la comunidad Krasnystaw del condado Krasnystavsky de la provincia (województwo) de Lublin de la república de Polonia), donde él había construido un castillo y una fortaleza en 1492. Ascendió al rango de la ciudad a la comunidad de Orhovo del cual era dueño. En la batalla con húngaros cerca de las ciudades Koszyce y Preszów (que ahora pertenecen al territorio de Eslovaquia) en 1491-1492 salvó la vida del rey Jan-Olbraht al entregarle su caballo y su espada, cuando el rey fue perseguido por el enemigo. Fue Castellano de la ciudad de Leópolis en 1513, Castellano en la ciudad de Belz en 1513, Canónigo de la ciudad de Lviv a partir del 1509 y Canónigo de Cracovia y Belz en 1518, con sus propios recursos había restaurado los castillos de las ciudades Holm y Belz, fue alcalde de la ciudad de Holm (Belz, Gorodok, Grubeshov en 1507) y Jefe Militar de la ciudad de Belz en 1533; dueño de haciendas prósperas en Chervona (roja) Rusia (ahora es Ucrania); Senador de Polonia, Comisario del Servicio Diplomático del rey Segismundo I de Polonia durante la ceremonia de juramento de lealtad del gobernante de Valaquia, Bogdan, en 1509; en 1514 fue Embajador enviado al Sultán del Imperio Otomano Selim I el Terrible (1467-1520) y firmó con él el Acuerdo de tres años. Fue él mismo que en 1525 en nombre de Polonia firmó tregua con los príncipes de Pomorye (litoral), o sea entre Geh, Barnim y Segismundo I; él firmó la tregua en la Asamblea «Petrakovsky». Él fue consejero de los reyes Jan-Olbraht (rey de Polonia en 1492-1501) y Segismundo el Viejo (rey de Polonia en 1506-1548)

## El Escudo familiar del Linaje
Los Krupski entre los nobles del distrito de Vítebsk en el siglo XVIII
Diferentes ramas de la familia de Krupski usaron los escudos de
- Escudo «Korczak»[11]
- Escudo «Lewart»[12]
- Escudo «Szeliga»[13]
- Escudo «Kopacz»[14]
- Escudo «Lew II»[15]

La identificaciónde los cuales (o sea, cuál de los escudos usaban exactamente) presupone la descendencia de aquel representante del linaje que en el pasado tuvo el reconocimiento documentado (de acuerdo a las reglas comúnmente aceptadas en genealogía y heráldica).
Los descendientes del antiguo linaje de Krupski que tienen parentesco comprobado con el ancestro se denominan La Casa de Krupskiy (en polaco: "Dom Krupskich byl wieku mego znaczny w Chelmskiem" - En mi época la Casa de Krupskiy tenía importancia en Chelm).

## A las familias del linaje les pertenecían las siguientes propiedades
- Hacienda Novoselki del condado de Igumen del distrito de Minsk del Imperio Ruso;[17]
- Hacienda Kaverlyany de la provincia (województwo) de Minsk del Gran Ducado de Lituania (hasta 1742)[18]
- Krupe (Krupe), Orhovo (Orchowo), Strzelec (Strzelce), Dubna (Dubne), Gatsy (Gaci, Gaj), Belobozhnitsa (Bialo Boznica), Yastrabli (Jastrabli), Kiselina (Kisielina), Osovki (Osowki), Lihanovki (Lychanowki), Ustilug (Uscilug), Lyudzin (Ludzin), Ometynets (Ometyniec), Usvyaty (Uswiacie), Uzbloche (Uzblocia), Kasza Krupenina (Krupie Krupienina ) Chashichi (Czaszyc), Kasza Shilovich (KRUP Szylowicz), Pilonek (Pilonek), Białynicze (Bialynicz), Babinichi (Babnina), Hizy (Chizy) y otras.

Las familias del linaje fundaron las siguientes iglesias
- En 1507 – Iglesia Católica, "Madre de Dios de la Consolación" (pertenece a la Orden de los Frailes Menores Capuchinos) en la ciudad de Orhuvek (cerca de Wlodawa). Jerzy Krupski y Christina Krupski.[19]
- En 1727 - Monasterio católico con la iglesia de la Orden de los Dominicos en la ciudad de Grodno. Krupski Estanislao (financiándolo con 1283 y 10 centavos de zlotys (monedas de oro), lo que consta en el Acta número 6986), etc.

## El linaje en la época del Gran Ducado de Lituania así como de Rzeczpospolita
El Linaje de Krupskiy fue inscrito en los libros Heráldicos de Rzeczpospolita (nombre del estado) después de la unión en 1413 del Gran Ducado de Lituania con Polonia.
En el registro del Ejército de Zaporozhie en 1649 el 16 de octubre, durante el gobierno del rey Juan II Casimiro y el Hetman de la Nobleza Bogdan Jmelnitski, fueron inscritos a la tropa de los cosacos los jóvenes de la nobleza:
- Krupski Vasil[20] (en el regimiento de Kanev) en la centuria con Iván Bogun;
- Krupski Olexa[21] (en el regimiento de Kropivnyansk);
- Krupski Leontiy[22] (en el regimiento de Novitskiy), portaestandarte del Hetman de la Nobleza Iván Mazepa (1697).
- Krupski Yuri Afanasyevich - en la clase acomodada Smolensk de origen bielorruso (19 de septiembre de 1654), noble católico (libro "llevarlos a la Cruz" inscritos de los polacos y los moscovitas).[23]
- Krupski - regimientos cosacos Venitskoy cientos Kalnitsky (Registro de Zaporizhia ejército en 1649).[24]
- Krupski Timis - cosaco batallón Baturinsky (Zaporizhia ejército Registro de 1756).[25]
- Krupski Ivan - Oshmyany Chashniki, privilegio (carta del rey 17/04/1763).[26]
- Krupski Michael - Minsk El juez (1817)[27]

Etc.

## El linaje en la época del Imperio Ruso

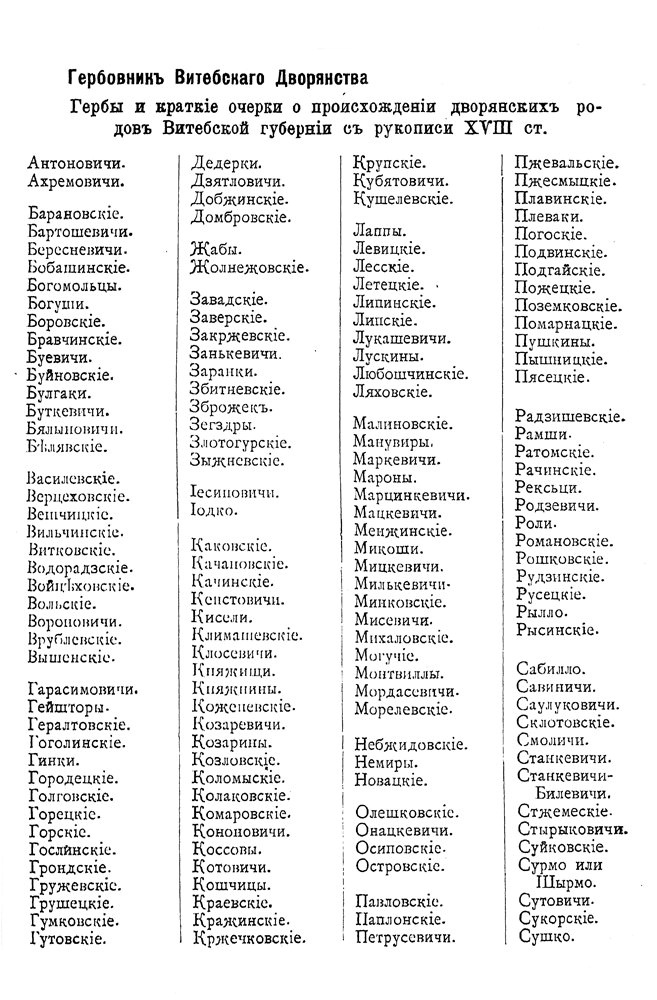
Krupski una lista de la nobleza de la Guberniya Vitebsk del siglo XVIII

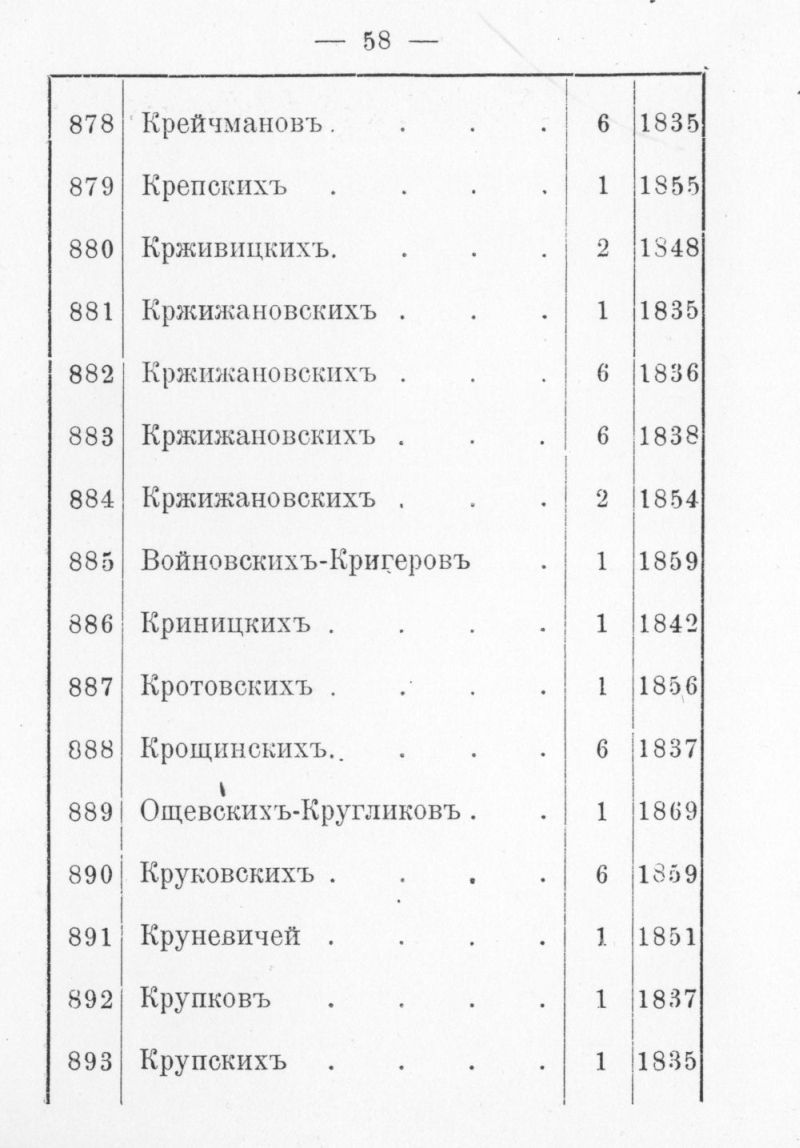
№ 893 "Алфавитный список дворянским родам Минской губернии", г. Минск, 1903 г.

El linaje fue reconocido entre la nobleza del distrito de Moguiliov el 16 de marzo de 1799 y el 12 de noviembre de 1811 como «antiguo linaje de nobleza», siendo inscrito en la 6-ta parte del Libro de Genealogías de Familias Nobles. Una gran parte de las familias del linaje no fue aprobada entre la nobleza rusa y fue inscrita entre los gremios sociales que pagaban tributos. Otras ramas del árbol genealógico fueron inscritas en los Libros de Genealogías de Familias Nobles de los distritos de Minsk, Vítebsk, Vilna, Kovno, Volhynia, Podolia y Kiev. También había representantes del linaje en el Imperio Austro-Húngaro.
Los descendientes del linaje de Krupski profesaban la religión: Iglesia católica (latina y greco-católica) y ortodoxa. En el Imperio ruso después de la represión de la fe de los uniatas, algunos se han convertido en sacerdotes y feligreses ortodoxos. Pero en muchos países del mundo los descendientes del linaje siguen siendo católicos. Como consecuencia de la influencia del protestantismo y ateísmo en este último periodo histórico aparecieron algunos representantes del linaje que profesan protestantismo o no practican de todo el cristianismo.

## El linaje en la época de la URSS
- 772 personas apellidados «Krupski» cayeron en combates siendo miembros del ejército activo durante la Segunda Guerra Mundial (1939-1945).[39]
- 90 personas apellidados «Krupski» fueron víctimas del régimen comunista, siendo rehabilitados póstumamente[40] and subsequently rehabilitated (posthumously).[41]
- Krupski Román – oficial polaco fue víctima de represalias de la NKVD (policía política) de la URSS en Katyn (en marzo-mayo del 1940)

## Las formas del apellido
En género masculino en idioma bielorruso es — «Крупскі», en polaco es — «Krupski», en ruso es — «Крупский», en ucraniano es — «Крупський» (se pronuncia Krupski). En género femenino el apellido se escribe con la terminación –aya (Krupskaya). Cabe notar que en los países angloparlantes (los emigrantes) no escriben el apellido en género femenino, usando la misma forma tanto para varones, como para mujeres - «Krupski».

## Geografía
Los representantes contemporáneos del linaje cuentan más de 2000 descendientes (Krupski)La mayor parte vive en Bielorrusia, Lituania, Ucrania, Polonia, Federación Rusa, una minoría se exilió en - Letonia, Estonia, Gran Bretaña, Irlanda, Alemania, Suecia, Suiza, Francia, Italia, EE. UU. (primer registro de inmigrantes Krupski de Europa en 1880), Canadá, Australia, Moldavia, Tayikistán, Uzbekistán, Kazajistán, Georgia, Israel.
Topónimos derivados del apellido del linaje de los Krupski
- Krupski – región en el distrito de Minsk de la República de Belarrús.
- Krupski Mlyn – comunidad y toda la región de Tarnogursk de la provincia (województwo) de Silezia de Polonia.
- Krupski Ostrov - comunidad Krasnystaw del condado Krasnystavsky de la provincia (województwo) de Lublin de Polonia.
- Krupski Ostrov – isla del archipiélago Severnaya Zemlya en la región Taimyr Dolgan-Nenetsky del distrito territorial de Krasnoiarsk de Rusia.
- Krupskaya – aldea de los cosacos de Kuban en la región de Vyselkovskiy del distrito de Krasnodar de Rusia.
- Krupski - jútor de la región de Gulkevich (asentamiento rural Ventsy-Zarya) del distrito de Krasnodar de Rusia.
- Krupski - jútor de la región de Salsk (asentamiento rural Sandatovskoye) del distrito de Rostov de Rusia.
- Krupskoye – pueblo de la región de Nagaibak del distrito de Cheliábinsk de Rusia (código postal 457660)
- Krupskoye – pueblo de la región de Novomirgorodskiy del distrito de Kirovograd de Ucrania.
- Krupskoye – pueblo de la región de Kirovogradskiy del distrito de Kirovograd de Ucrania.
- Krupskoye – pueblo de la región de Konotopskiy del distrito de Sumy de Ucrania.
- Krupskoye – pueblo de la región de Globinskiy del distrito de Poltava de Ucrania.
- Krupskoye – pueblo de la región de Nikolayevskiy del distrito de Lvov de Ucrania (liquidado en 1990).
- Krupskoye – pueblo de la región de Zolotonoshskiy del distrito de Cherkassi de Ucrania (código postal 81636)
- Krupskaya – estación del ferrocarril de Krasnoiarsk en la región de Minusinskiy del distrito de Krasnoiarsk de Rusia.
- Krupskói - raión de Primorsko-Ajtarsk, del krai de Krasnodar en el sur de Rusia (Cáucaso Norte).
- Krupskói - Krasnoarméiskaya, Krasnodar.
- Krupskoi - Timashovsk, Krasnodar.

Etc.

## Conocidos los representantes del linaje
- príncipe Andrey Kurbsky - llevaba el apellido de Krupski en el Gran Ducado de Lituania;
- Krupski Bernardus - un fraile franciscano, un sacerdote católico, teólogo, autor de "La declaración de misterios celestiales Brígida Santa" (1698);
- Krupski Joachim-Stephan (de la provincia de Vitebsk) - Elector del rey Ladislao IV (1595 a 1648);
- Krupski Christopher (de Rus provincia) - Elector del rey Ladislao IV (desde 1595 hasta 1648);
- Doctor en Educación Nadezhda Krúpskaya;
- Doctor (PhD) Medicina Veterinaria, profesor asociado y profesor de la Universidad de Zúrich (Suiza) - Krupski Antoni (1889 hasta 1948);

- Wikimedia Commons alberga una categoría multimedia sobre Krupski.